# Andrés da Silva
Andrés da Silva (Lima, 21 de marzo de 1921-Lima, 21 de marzo de 1994) fue un futbolista peruano. Se desempeñó en la posición de defensa. Sus padres fueron Gabriel Da Silva Laurente y Lidia Vega Bullón.

## Trayectoria
Andrés da Silva debutó en la primera división en 1941 con el Sport Boys, fue un zaguero elegante que imponía respeto en la zaga rosada logrando el título de 1942, debido a estas virtudes es que Universitario de Deportes lo reclutó a inicios de 1944. En la «U» se convirtió en un referente e ídolo para los seguidores, llegando a ser capitán por varios años.
Luego de ganar, con Universitario, los campeonatos nacionales de 1945, 1946 y 1949, el Mariscal sufrió en 1955 una lesión que lo alejó definitivamente de las canchas. Por azares del destino, fue ante su ex equipo, Sport Boys, que al chocar con el delantero rosado Jorge Lama, tuvo que ser sacado en camilla del campo de juego. Después de su exitosa recuperación por una lesión causada en un partido, se convirtió en un exitoso ejecutivo de Droguerías Kahan

## Selección nacional
Fue internacional con la selección de fútbol del Perú en 9 ocasiones. Debutó el 6 de diciembre de 1947, en un encuentro ante la selección de Paraguay que finalizó con marcador de 2-2. Su último encuentro con la selección lo disputó el 4 de mayo de 1949 en la victoria por 4-3 ante Uruguay.
Falleció en la tarde del 21 de marzo de 1994 el mismo día que cumplió 73 años en la Clínica Angloamericana. Estuvo casado con Doña Berta Luciana Falcon Salgado desde el 26 de julio de 1951.

### Participaciones en el Campeonato Sudamericano
| Campeonato                   | Sede    | Resultado    |
| ---------------------------- | ------- | ------------ |
| Campeonato Sudamericano 1947 | Ecuador | Quinto lugar |
| Campeonato Sudamericano 1949 | Brasil  | Tercer lugar |

## Clubes
| Equipo        | Temporadas | Partidos |
| ------------- | ---------- | -------- |
| Sport Boys    | 1941-1943  | 18       |
| Universitario | 1944-1955  | 155      |
| Total         | 1941-1955  | 173      |

## Palmarés

### Campeonatos nacionales
| Título                       | Club                      | País | Año  |
| ---------------------------- | ------------------------- | ---- | ---- |
| Campeonato Peruano de Fútbol | Sport Boys                | Perú | 1942 |
| Campeonato Peruano de Fútbol | Universitario de Deportes | Perú | 1945 |
| Campeonato Peruano de Fútbol | Universitario de Deportes | Perú | 1946 |
| Campeonato Peruano de Fútbol | Universitario de Deportes | Perú | 1949 |